# Cité de Belmont
La Cité de Belmont (City of Belmont en anglais) est une zone d'administration locale dans la banlieue de Perth en Australie-Occidentale en Australie à environ 28 kilomètres au sud-est du centre-ville. 
La zone est divisée en un certain nombre de localités :
- Ascot
- Belmont
- Cloverdale
- Kewdale
- Perth Airport
- Redcliffe
- Rivervale

La ville a 11 conseillers et est découpée en 4 circonscriptions.